# Francis Chichester

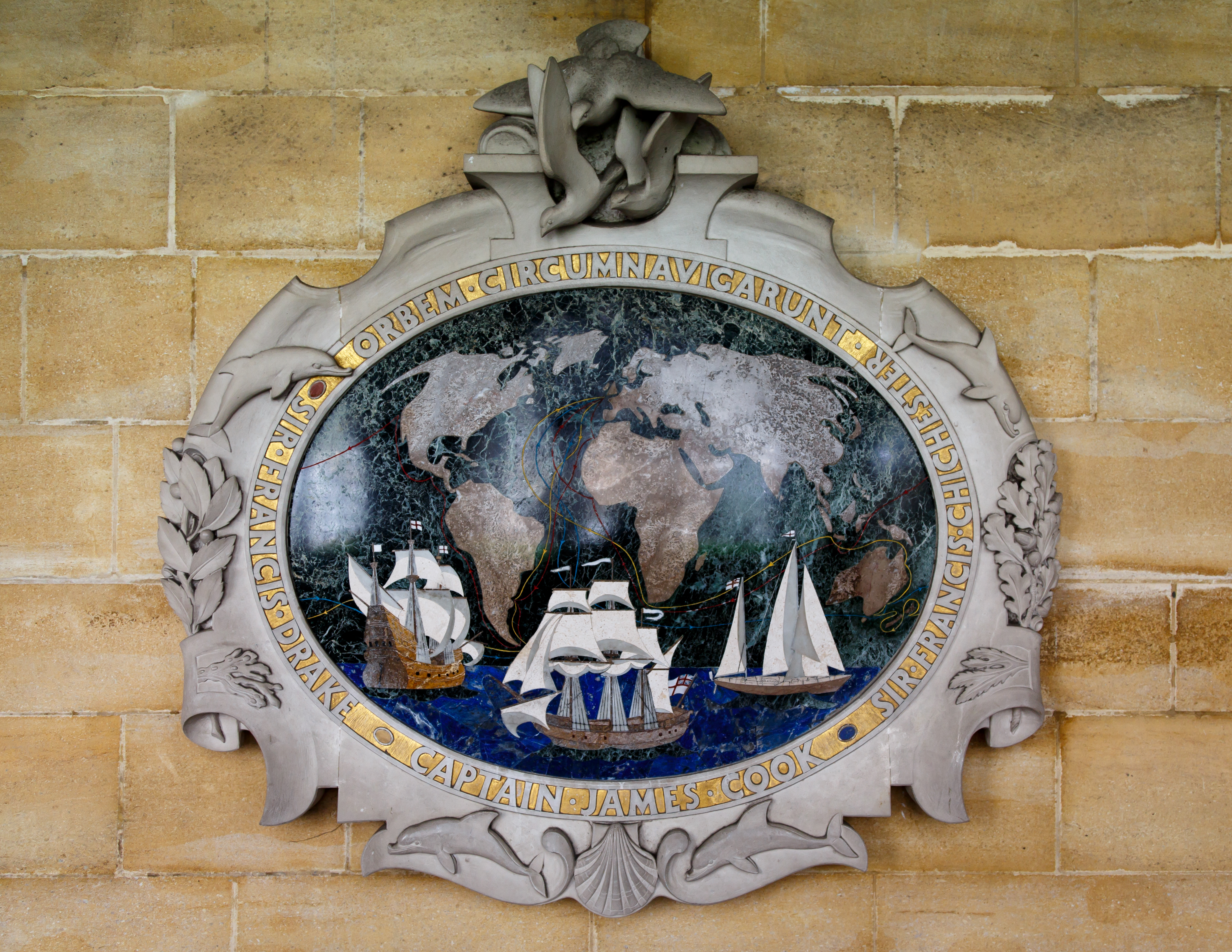
Plaquette in Westminster Abbey ter nagedachtenis aan Francis Chichester, James Cook en Francis Drake, die alle drie rond de wereld zijn gezeild.

Sir Francis Charles Chichester (Barnstaple, 17 september 1901 – Plymouth, 26 augustus 1972) was een Engels zeiler en vliegenier. In 1967 werd hij de eerste persoon die solo rond de wereld zeilde.

## Levensloop
Chichester was in zijn jonge jaren een luchtvaartpionier. In 1931, op dertigjarige leeftijd, vloog hij als eerste van oost naar west over de Tasmanzee. Tijdens de Tweede Wereldoorlog werkte hij als luchtvaartnavigatiedeskundige in Engeland; na de oorlog begon hij een kaartuitgeverij in Londen.
Hij begon in 1953 met oceaanzeilen. In 1958 kreeg hij te horen dat hij ongeneeslijk ziek was. Hij herstelde echter en deed in 1960 in de Gipsy Moth III mee aan de eerste solo-trans-Atlantische zeilrace, die hij ook won. Hij zeilde in slechts 40 dagen van Plymouth naar New York.
Tussen 1966 en 1967 ondernam hij in de Gipsy Moth IV een soloreis rond de wereld. Op 27 augustus 1966 verliet hij de haven van Plymouth. In december 1966 maakte hij zijn enige tussenstop in Sydney; Chichester zeilde 15.500 mijl zonder een haven aan te doen. Op 28 mei in 1967 meerde hij weer aan in Plymouth na een zeiltocht van 226 dagen. Zijn thuiskomst kreeg wereldwijd grote aandacht in de media. Op 7 juli 1967 werd hij geridderd door koningin Elizabeth II. Deze gebruikte daarvoor het zwaard waarmee haar verre voorganger Elizabeth I in 1581 Francis Drake tot ridder had geslagen.
Chichester overleed in 1972 op 70-jarige leeftijd.